# Guibert de Tournai
Gilbert de Tournai ou Guibert de Tournai (né vers 1200, mort en 1284) est un moine franciscain français.

## Biographie
Étudiant puis Maître à Paris, Guibert prend l'habit franciscain en 1240. Il prêche la sixième croisade et accompagne peut-être saint Louis en 1248. Il enseigne à nouveau à Paris en 1260, en tant que Maître-régent franciscain. Auteur très estimé, lié à saint Bonaventure qu'il accompagne au deuxième concile de Lyon, il est l'auteur d'une Collection de scandales de l'Église, adressée au pape Grégoire X. Dans cet ouvrage, il se montre l'adversaire des Templiers et des Hospitaliers de l'ordre de Saint-Jean de Jérusalem, et suggère de les unifier en une seule institution. Il fustige la négligence des chrétiens envers la Terre sainte, et appelle à une nouvelle croisade, mais purifiée de ses anciens vices. Guibert meurt en 1284. Il laisse quelque 450 sermons, ainsi qu'une importante œuvre théologique, didactique et historique.

## Œuvre oratoire
Guibert de Tournai est l'auteur de plusieurs collections de sermons très diffusées, notamment une série de sermons pour les dimanches et les fêtes, et une série de sermons ad status, adressés à des auditoires théoriques représentant les divers états de vie dans la société. 

## Œuvre littéraire
À la demande de saint Louis, Guibert compose un certain nombre de lettres destinées à l'éducation de son fils Philippe III. Cet ensemble de lettres, dont la dernière est envoyée à saint Louis en 1259, forme le Eruditio regum et principum (Éducation des rois et des princes). L'ouvrage appartient au genre des miroirs des princes, et se compose surtout d'enseignements religieux et moraux. Il s'inspire d'une lettre de Plutarque, intitulée Institution de Trajan, et du Speculum doctrinale de Vincent de Beauvais. Jean de Salisbury est également une source majeure, puisque certains passages du livre sont des copies littérales du Policraticus. Le livre est structuré autour des quatre qualités fondamentales d'un souverain : la révérence à Dieu et à l'Église, le souci de soi, la discipline de ses officiers, et la protection de ses sujets. Les rois bibliques (Salomon, David, Ézéchias, Josias) et les empereurs chrétiens (Constantin, Théodose, Justinien et Léon) sont donnés en exemple. Le prince doit lire l'Écriture sainte, et ne pas s'adonner à la chasse ou aux jeux de hasard. Il doit être maître de lui-même, de ses dépenses, ainsi que de sa vie sexuelle, en n'ayant qu'une seule épouse. Bienveillant envers son peuple, il doit en corriger les défauts, contrôler les officiers, et obéir aux lois de l'Église.